# The Final Stand
The Final Stand är det svenska power metal-bandet The Storytellers sjunde album. Albumet släpptes i april 2025 av det grekiska skivbolaget The Circle Music på CD och vinyl.
Albumet föregicks av singeln "Sweet Lullaby" som släpptes 2023.

## Låtlista
1. "Another Chapter Begins" – 2:17
2. "It's Storytime" – 5:59
3. "That Eyes Cannot See" – 4:42
4. "Tower of Fear" – 5:34
5. "This Time Tomorrow" – 5:18
6. "Return of the Thieves" – 4:53
7. "Fields of Blood and Steel" – 6:20
8. "In the Shadows" – 3:57
9. "Sweet Lullaby" – 4:16
10. "By Oath and Blood" – 3:55
11. "They Will Fear Our Battlecry" – 4:59
12. "As the World Holds Its Breath" – 0:36
13. "Final Stand" – 3:58

## Medverkande
Musiker
- L-G Persson – sång
- Cederick Forsberg – elgitarr, basgitarr
- Henrik Ohlsson – trummor

Produktion
- L-G Persson – producent, inspelningstekniker
- Cederick Forsberg – producent, inspelningstekniker
- Marcus Backlund – producent, inspelningstekniker
- George Emmanuel – mastering
- Riccardo Isolabella – albumkonst, layout